# 杂种车轴草
杂种车轴草（学名：Trifolium hybridum），为豆科车轴草属下的一个植物种，原生於歐洲大陸，被引進到不列顛群島和世界各溫帶地區，高1至2英尺，於春季至秋季之間開花，花瓣呈淡粉紅或白色，多數生長於田野或路邊，亦作牲畜飼料般栽種。